# Cash App
Cash App (раніше відоме як Square Cash) — мобільний платіжний сервіс, розроблений Square, Inc., що дозволяє користувачам переказувати гроші один одному за допомогою програми для мобільного телефону. Станом на 18 лютого 2018 року в сервісі було зареєстровано 7 млн активних користувачів.

## Історія
У березні 2015 року Square представила Square Cash для підприємств, який включає в себе можливість для приватних осіб, організацій та власників бізнесу використовувати унікальне ім'я користувача для відправки та отримання грошей — cashtag.
У січні 2018 року додаток CashApp розширилося і тепер підтримує торгівлю біткойнів.

## Сервіс
Сервіс дозволяє користувачам запитувати і переводити гроші на інший рахунок через додаток або електронну пошту. Також користувачі можуть завести собі дебетову картку Visa — Cash Card, з нею можна розплачуватися в банкоматах або переводити їх на будь-який місцевий банківський рахунок. При оформленні картки користувачів просять поставити свій підпис в мобільному додатку, потім підпис буде надрукована на карті і відправлена користувачеві.
Square відкрила cashtag для звичайних користувачів. Це дозволяє користувачам перекладати і запитувати гроші у різних користувачів, вводячи таке ім'я користувача.
З 7 березня 2018 року Cash App підтримує прямі депозити через Автоматизовану клірингову палату.